# Triviador
Triviador е интелектуална онлайн игра с елементи на стратегия. Създадена е през 2002 г. под името ConQUIZtador (произнася се Конкуизтадор) в Унгария. Унгарското ѝ име е Honfoglaló. Създател на играта е собственикът на интернет компанията „ABC Mill“ Атила Бихари. Играта представлява борба между трима противници върху картата на всяка държава. До момента[ неясно? ] играта съществува на унгарски, немски, френски, английски, български, руски, румънски, сръбски, чешки, полски, испански. Всеки език е с картата на определена страна.
Българската версия на ConQUIZtador стартира през януари 2008 година, а през ноември 2013 е преименувана на Triviador.
През началото на 2021 г. разработчиците променят много играта (заради спирането на Adobe Flash), което води до голям отлив на играчи.

## Битки
Битките са четири вида: блиц (бърза игра) в общата стая или в стаята за приятели, дълга игра в стаята за приятели или в стаята за дуели. Разликата е в броя на териториите, противници, кръгове, както и влиянието на различни показатели над властта на играча. Въпреки това всички тези видове са тип „битки“ независимо дали е дълга, блиц или дуел.
Резултатът от играта зависи от отговорите на въпроси от различни области на познанието за определено време. Съществуват два вида въпроси. Избираеми са въпросите с възможност за избор между четири зададени отговора. Другият вид са познаваемите въпроси, където отговорът задължително се изразява с някакво число. При втория тип въпроси, освен максималното приближение до верния отговор, се отчита и времето, за което отговорът е даден. Всяка от областите (териториите) има определена стойност. Тази стойност може да се смени по време на играта. Побеждава играчът, който има най-много точки (стойности) и земи.
В играта има три цвята – червен, зелен и син. Винаги в първата битка червеният е пръв, във втората – зеленият, в третата – синият и най-накрая този цвят, който има най-много точки.

## Въпроси
Въпросите се одобряват от администраторите на въпроси. Изпращат се от играчите на доброволен принцип. Всеки от тях преминава през тройна проверка – от двама различни администратори на въпроси и окончателно – от администратора на играта. Една малка част от изпратените въпроси отпадат, защото са прекалено сложни или прекалено лесни. След като се включат в играта, могат да бъдат оценявани от играчите по петточкова система. Средният рейтинг не може да доведе до отстраняването на въпроса, но може да рефлектира в по-рядкото му задаване.

## Индикатори
- Точки за Сила на Играча (ТСИ)
- Точки за Сила на Отговора (ТСО)
- Средна Сила на Противника (ССП)
- Точки за Победи в Играта (ТПИ)
- Точки за Лоялност(ТЛ)